# Mo O'Toole
Pour les articles homonymes, voir O'Toole.
Barbara Maria O'Toole connue sous le nom de Mo O'Toole, née le 24 février 1960 à Kendal, est une femme politique britannique.
Membre du Parti travailliste, elle est députée européenne de 1999 à 2004. 